# Heptagenia flava
Heptagenia flava is een haft uit de familie Heptageniidae. De wetenschappelijke naam van de soort is voor het eerst geldig gepubliceerd in 1878 door Rostock.
De soort komt voor in het Palearctisch gebied.